# ロックンロールコメディーショー
ロックンロールコメディーショーは、かつてサンミュージックプロダクションで活動していたお笑いコンビ。
ロッコメと略称される。2013年4月、池田の引退（のち芸人に復帰）により無期限活動休止。

## メンバー
- 池田57CRAZY（いけだごなくれいじー、本名：池田 哲也（いけだ てつや）[2]、1975年8月17日（49歳） - ）ボケ担当

山口県宇部市出身。身長169.7cm、体重69kg、血液型はA型。
スクールJCA10期生出身。かつては「ジャンボジェット」というお笑いコンビで、プロダクション人力舎に所属していた。
ステージ衣装はサングラスに羽マフラー、上半身が白で下半身が黒のズボンといったものが主。
娘がいる。なお、2010年1月頃にその娘も父と同じサンミュージックプロダクションに所属したということで、その後ネタの中で「娘の七光り」という言葉を入れることがあった。上記の通り一度芸人を引退したが、2016年にその娘とコンビ「完熟フレッシュ」を結成して芸人に復帰、M-1グランプリ2016で3回戦進出、M-1グランプリ2017では準々決勝進出を果たしている。
旧芸名は「ロックスター池田」。2012年7月に現在の芸名に改名。
- フレディ・橋本・マーキュリー（ - はしもと - 、本名：橋本 裕介（はしもと ゆうすけ）、1983年10月19日（41歳） - ）ツッコミ担当

茨城県出身。身長167.2cm、体重96kg、血液型はA型。
スクールJCA12期生。
ステージ衣装はギターの形が2本枠に付いたサングラスに、アメリカの星条旗の模様のシャツと短パンなどといったものが主だったが、2010年10月頃からフレディ・マーキュリーのような衣装（上半身裸に吊りベルト、ステテコとブリーフを穿いたような格好）で出演している。かつてはスーツ姿だった時もあった。
ロックンロールコメディーショー解散後、2013年に元ラブカップルの中田喜之とコンビ「逆転満塁ホームラン」を結成するも解散。
その後はピン芸人として活動するが、後に芸人を引退。その後もそのままサンミュージックに残り、カンニング竹山のマネージャーに転身。現在はぺこぱなどを担当。

## 概説・芸風
テンションを高くして演じ、自らを“ロックスター”と称した池田は短いマイクスタンドの付いたマイクを持っている。ネタには人々の行動や日頃の不満などが元のものから駄洒落ネタやクイズのパロディもの、チャック・ベリーの「Johnny B. Goode」の替え歌『ロッコメGO!GO!』にネタをはさみながら歌う、などのものがある。なお、自分たちのステージのことは「ギグ」と言っていた。
登場の仕方は、まず橋本がスプレーを噴き出しながら登場（会場によっては、最前列の客とハイタッチをする）、後から池田が登場して「○○○（会場名）、カモン!」とあいさつをするというのが主で、コントでは、橋本のネタ振りから入り、池田がオチのセリフをロックンロールの曲の歌詞に有りがちなものに持っていく、というパターンが主となっている。そしてその後に橋本が「ヒーイズ、ロックスター!」または「エブリボディ!」とセリフを発して二人でポーズをとり、この時に橋本はスプレーを噴きかけている（その後、ライブでスプレーを持ち寄って一緒にスプレーかけに参加する客も出て来ている）。アーティストの名前を台詞の中に入れて演じるネタもあった。橋本が「フレディ・橋本・マーキュリー」になってからは、クイーンにちなんだ落ちに持っていくネタも披露していた。最後に、自分たちをネタにしながら「ロックスターと約束」などのショートギャグを演じることがあった。

## 出演

### テレビ
- 大爆笑!!サンミュージックGETライブ （日テレプラス）
- BSブランチ （BS-i、2006年4月21日）
- 世界一短いギャグ祭り!お笑いメリーゴーランド（TBSテレビ、2008年3月22日）
同じサンミュージックプロダクション所属の小島よしお、髭男爵、ダンディ坂野と一緒に『小島よしおチーム』のメンバーとして出演。
- アナCAN （TBSテレビ、2008年6月27日・同年7月4日）
- モバタレGREAT （日本テレビ）
「タレタマ」お笑い枠メンバー。2008年4月30日放送の回で「タレピヨ」に昇格、レギュラー出演していたが、その後“武者修行に行く”としてスタジオでのレギュラー出演を離れる。その間にも二人の様子は随時放送されていた。日テレジェニック2008選考会（「タレタマ」アイドル枠）のMCを務めていたが、これはタレピヨとしてこの番組を通じて紹介された仕事であった。
- 帰ってこさせられた33分探偵（フジテレビ） - 第12話（2009年4月11日）
- 7万人探偵ニトベ（BS朝日）- episode 3「ダンディ坂野殺人事件」（2009年5月8日）
- エンタの天使（日本テレビ） - キャッチコピーは「迷走のスーパースター」
- ハッピーMusic（日本テレビ、2011年7月2日）出演
- フジテレビからの!（フジテレビ）- 2011年10月13日、橋本のみ
- ピラメキーノ（テレビ東京）- 2011年10月27日
- 東京都さまぁ〜ZOO - 2011年11月2日
- オンバト+（NHK総合）戦績0勝1敗 最高145KB
- マバタキー（フジテレビ）- 2012年12月31日
- ラブもっこり会議　（2013年6月ー、ニコジョッキー） 月1金曜。共演：ズラサン
- 蒼井そらと逆転満塁ホームランのニコジョッキー（2013年6月11日ー、ニコジョッキー）不定期

### ラジオ
- おはよう!スプーン（ラジオ日本、2011年8月26日）SPコーナー「サムソニック」に出演

※池田57CRAZYの「完熟フレッシュ」メンバーになってからの出演については、完熟フレッシュ#出演の節を参照。

### 映画
- DEATH NOTE　デスノート　the Last name　（2006年）